# Spaladium Arena
Spaladium Arena är en arena i Split i Kroatien. Den invigdes officiellt den 27 december 2008 och uppfördes inför herr-VM i handboll som hölls i Kroatien år 2009. 